# 大阪近鉄バファローズ (ファーム)
大阪近鉄バファローズ（おおさかきんてつバファローズ、Osaka Kintetsu Buffaloes）のファームは、かつて存在した日本のプロ野球球団・大阪近鉄バファローズの下部組織として2004年まで設置されていたファームチームである。
ウエスタン・リーグに加盟し、1997年より大阪ドームへ移転した一軍の旧本拠地・近鉄藤井寺球場（大阪府藤井寺市、現存せず）を本拠地としていた。

## 歴史・概要
創設年度は不明であるが、1952年に発足した関西ファーム・リーグに他球団より1年遅れて1953年より「近鉄パールス」として加盟。1954年、セントラル・リーグ所属球団のファームが関西ファーム・リーグを離脱して新日本リーグを結成した際も、阪急二軍・南海二軍・西鉄二軍との4球団でリーグ戦を継続。1955年、ファーム組織再編により結成されたウエスタン・リーグに加盟した。その後チーム名は一軍に合わせて1959年に「近鉄バファロー」、1962年に「近鉄バファローズ」に改名されている。
1995年にリーグ優勝し、ジュニア日本選手権に出場した際は富山市民球場で巨人二軍と対戦し1-0で敗れている。1997年、一軍の大阪ドームへの本拠地移転に伴い、藤井寺球場に本拠地を移した。1998年、チーム名を「大阪近鉄バファローズ」に改名。
2004年、前期優勝。9月30日に後期優勝の中日と藤井寺球場で優勝決定戦を行ったが敗れており、これが2軍の最後の公式戦となった。10月11日から高知で行われた教育リーグに参加、10月24日に最終戦を行い、ダイエーに勝利している。
この年に起きた近鉄・オリックス合併によりオリックスの二軍・サーパス神戸（当時）へ実質的に吸収され、消滅した。

## 歴代監督
- 1962年 - 1966年 ： 野口二郎
- 1969年 ： 本堂保治
- 1970年 ： 島田光二
- 1971年 - 1972年 ： 広田順
- 1973年 ： 島田光二
- 1974年 - 1981年 ： 本堂保次
- 1982年 - 1983年 ： 坂本文次郎
- 1984年 - 1985年 ： 野口二郎
- 1986年 - 1987年 ： 島田光二
- 1988年 ： 板東里視
- 1989年 - 1992年 ： 滝内弥瑞生
- 1993年 ： 板東里視
- 1994年 ： 住友平
- 1995年 ： 安井智規
- 1996年 - 1999年 ： 梨田昌孝
- 2000年 - 2004年 ： 石渡茂